# 카네이션 혁명

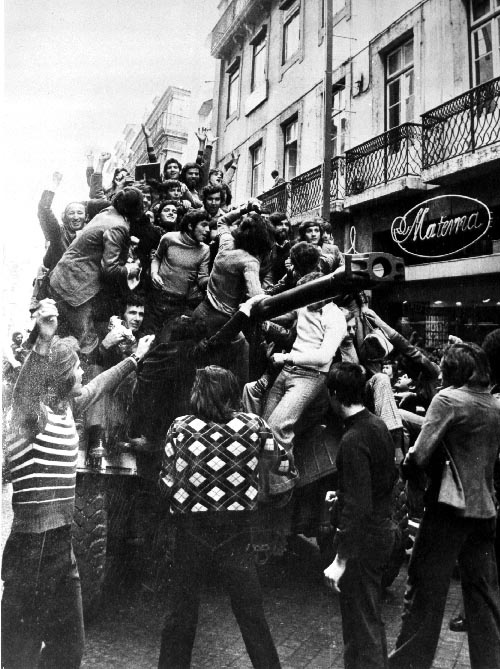
1974년 4월 25일 리스본에서 군중들이 팬하르트 EBR 장갑차를 타고 축하하고 있다.

카네이션 혁명(포르투갈어: Revolução dos Cravos 헤볼루상 두스 크라부스[*], 별명: 리스본의 봄)은 1974년 4월 25일에 발생한 포르투갈의 무혈 쿠데타이다. 포르투갈 내에서는 날짜를 따서 4월 25일 혁명(4·25 혁명, 포르투갈어: 25 de Abril 빈트 이 싱쿠 드 아브릴[*])이란 이름으로 더 자주 불린다. 40년 이상 계속된 독재 정권인 살라자르 정권과 계속되는 식민지와의 전쟁에 대한 반발감으로 좌파 청년 장교들이 주도하여 발생하였다. 카네이션 혁명이란 이름은 혁명 소식을 들은 시민들이 거리의 혁명군에게 카네이션을 달아 지지 의사를 표시한데서 비롯한다. 이 혁명 이후 포르투갈은 마카오를 제외한 모든 해외 식민지에 대한 권리를 일괄 포기하였으며, 정권은 군부의 과도 정부를 거쳐 투표에 의한 민간 정부로 이양되었다.

## 배경

### 독재와 경제적 낙후
1932년 성립된 살라자르의 독재(신국가 체제)는 40년 이상 계속되었으며, 1961년 이후 식민지 앙골라, 모잠비크, 기니비사우에서는 소련, 중화인민공화국, 쿠바, 유고슬라비아, 불가리아 등 공산권 국가들과 자이르, 알제리, 기니, 리비아, 콩고 공화국, 소말리아, 탄자니아 등 여러 아프리카 국가들의 지원을 받는 앙골라 인민 해방 운동(MPLA), 앙골라 해방 민족 전선(FNLA), 앙골라 완전 독립 민족 동맹(UNITA), 기니비사우-카보베르데 아프리카 독립당(PAIGC), 모잠비크 해방전선(FRELIMO) 등 식민지 반군과의 전쟁이 끝없이 계속되었다. 이에, 포르투갈 경제는 다른 유럽 국가에 비해 낙후되기 시작했다.

### 독재의 이어짐
1968년 살라자르 총리가 질병으로 쓰러지자 마르셀루 카에타누 총리가 정권을 인수한다. 독재체제는 변하지 않았다. 수렁 같은 식민지 전쟁에 위기감을 한 청년 장교들은 '국군운동(MFA)'를 결성, 안토니우 드 스피놀라 장군을 필두로 체제 변혁을 목표로 세우게 되었다.

## 궐기

### 혁명성공
1974년 4월 25일 새벽, 오텔루 사라이바 드 카르발류(Otelo Saraiva de Carvalho) 대위가 지휘하는 리스본의 MFA는 궐기하여 시내의 요지를 점거했다. 카에타누 총리는 곧 투항하고 스피놀라 장군에게 권력을 이양했다. 유혈이 전혀 없었던 무혈 혁명이었다.

### 시민들의 환호
카에타누 총리와 토마스 대통령은 다음날 비행기편을 이용, 마데이라섬으로 옮겨졌다. MFA를 핵심으로 하는 '구국군사평의회'가 결성되었고, 스피놀라 장군은 곧 임시정부를 조직하겠다고 발표했다. 혁명의 성공을 안 시민들은 리스본 거리에 나와 카네이션 꽃다발을 군인들에게 주었으며, 혁명군 병사들은 총구에 카네이션을 꽂음으로써 화답하였다. 현재 포르투갈에서 4월 25일은 '자유의 날'이라는 공휴일로 되어 있다.

## 혁명 이후

### 임시정부
1974년 5월 15일에 임시정부가 성립, 스피놀라 장군이 임시대통령으로 취임했다. 그러나 실제로 혁명을 주도한 MFA와 스피놀라 대통령 사이의 골이 깊어졌다. 9월 30일 스피놀라 대통령이 사임했고, 코스타 고메스 장군이 대통령에 취임하고 중립적인 정부 운영을 실시했다.

### 사회주의 개혁정치
1975년 3월 11일 스피놀라 장군은 권력을 탈환하려고 쿠데타를 일으켰다가 실패, 스페인으로 망명했다. 임시정부는 사회당과 포르투갈 공산당의 인사도 참가했지만, 주도권은 MFA에 있었다. MFA는 주요 산업의 국유화 등 사회주의정책을 취했다. 그 사이, 각 정파의 권력 투쟁은 격렬이 심화되면서 당초 MFA을 주도했던 오텔로 및 혁명 초기의 총리 곤잘베스는 추방되었다.

### 종결
1976년 총선과 대통령 직접선거가 실시되고, MFA 출신의 안토니우 하말류 이아느스(Antonio Ramalho Eanes) 장군이 대통령에 취임하여 혁명은 마침내 종결되었다.

## 같이 보기
- 1910년 10월 5일 혁명